# Pariambia pulla
Pariambia pulla là một loài bướm đêm trong họ Noctuidae.